# Onze-Lieve-Vrouwekerk (Bonheiden)

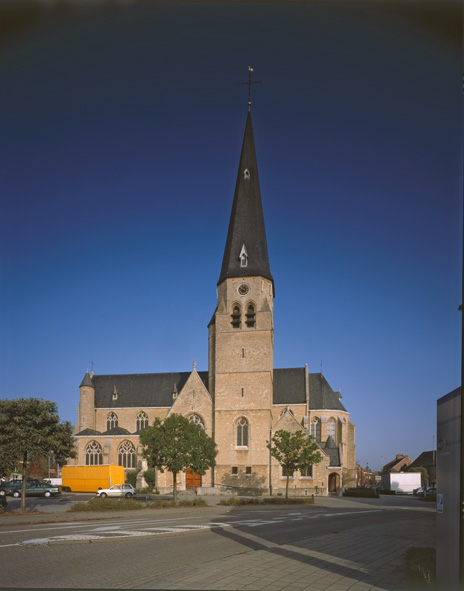
Onze-Lieve-Vrouwekerk

De Onze-Lieve-Vrouwekerk is de parochiekerk van de Antwerpse plaats Bonheiden, gelegen aan het Kerkplein.

## Geschiedenis
De parochie werd voor het eerst vermeld in 1331, als de parochie van Onze-Lieve-Vrouw van Berentrode op de Boedenheide. Het patronaatsrecht behoorde aan het Sint-Romboutskapittel te Mechelen.
In 1578 werd de kerk geplunderd en in brand gestoken door Staatse troepen en van 1601-1610 werd de kerk herbouwd. Na 1760 werd de kerk vergroot met zijbeuken. Einde 18e eeuw werd een toren gebouwd.
In 1905 werd deze kerk gesloopt en in 1905-1908 werd hij vervangen door de huidige kerk, naar ontwerp van Edward Careels. In 1983-1987 werd de kerk gerestaureerd.

## Gebouw
Het betreft een neogotische georiënteerde kruisbasiliek met vijfzijdig afgesloten koor. De kerk is opgetrokken uit witte steen, afkomstig van Buzenol. tegen de zuidoostelijke transeptoksel is een toren aangebouwd met vierkante basis. overgaand in een achtkante bovenbouw.

## Interieur
Het interieur wordt overkluisd door kruisribgewelven.
De kerk bezit schilderijen van Quellin, voorstellende Onze-Lieve-Vrouw met de rozenkrans en Sint-Rochus (17e eeuw). Verder een Sint-Ambrosius (18e eeuw) en de Kruiswegstaties (1833).
Het beeld van Sint-Anna-te-Drieën is afkomstig uit de Sint-Annakapel (16e eeuw) en een gepolychromeerd houten Mariabeeld (16e eeuw).
Er zij 18e-eeuwse biechtstoelen en het orgel werd vervaardigd door Jos Stevens (1910).

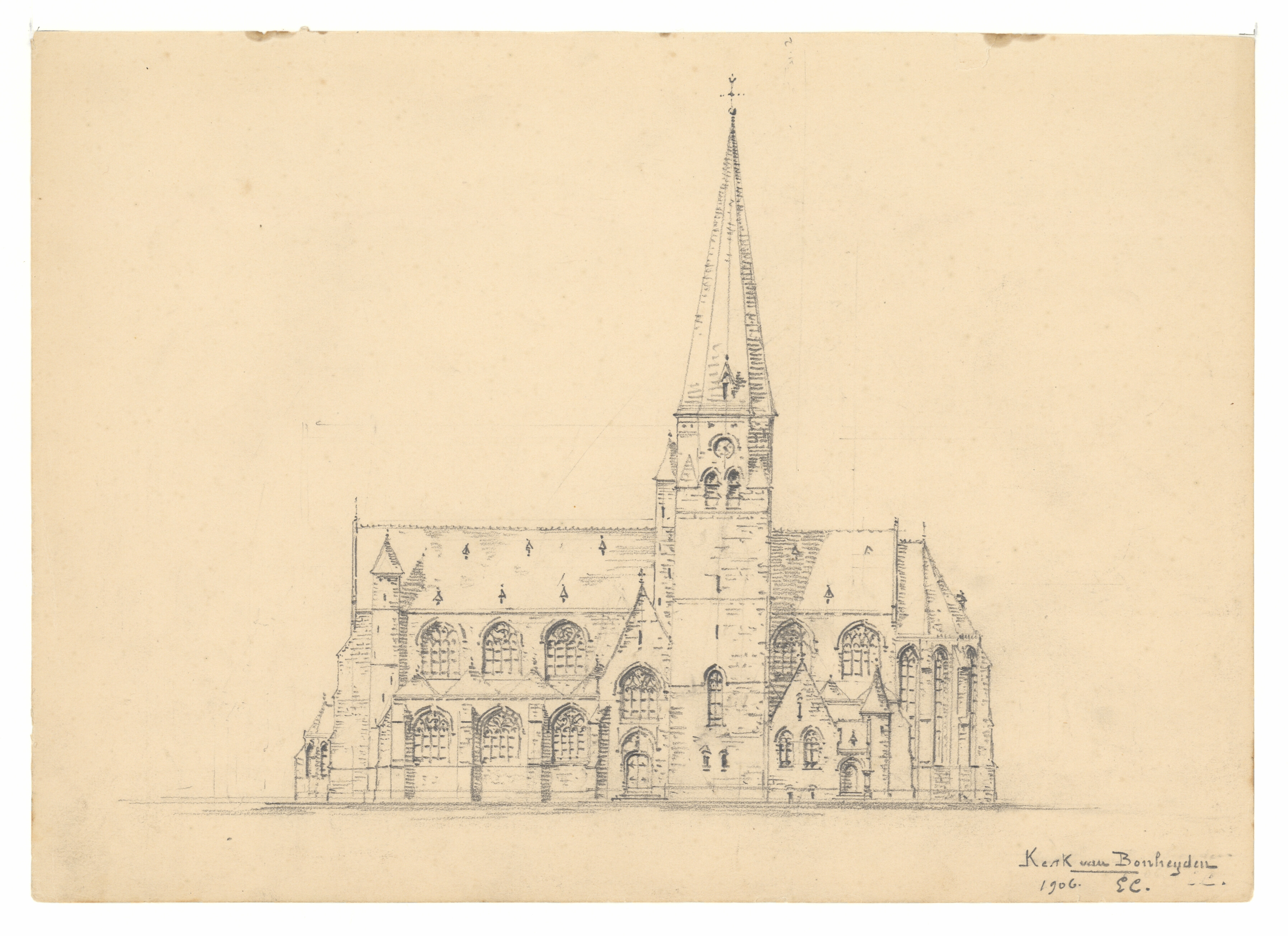
Tekening van de Onze-Lieve-Vrouwekerk door architect Edward Careels. Collectie VAi - Collectie Vlaamse Gemeenschap